# サスカチュワン氷河
サスカチュワン氷河（Saskatchewan Glacier）とは、北アメリカ大陸北西部のカナディアンロッキーに存在する、コロンビア氷原から流れ出している氷河の1つである。なお、行政区分では、カナダのアルバータ州に属している。名称には「サスカチュワン」と付くものの、サスカチュワン州に存在する氷河ではない。

## 概要

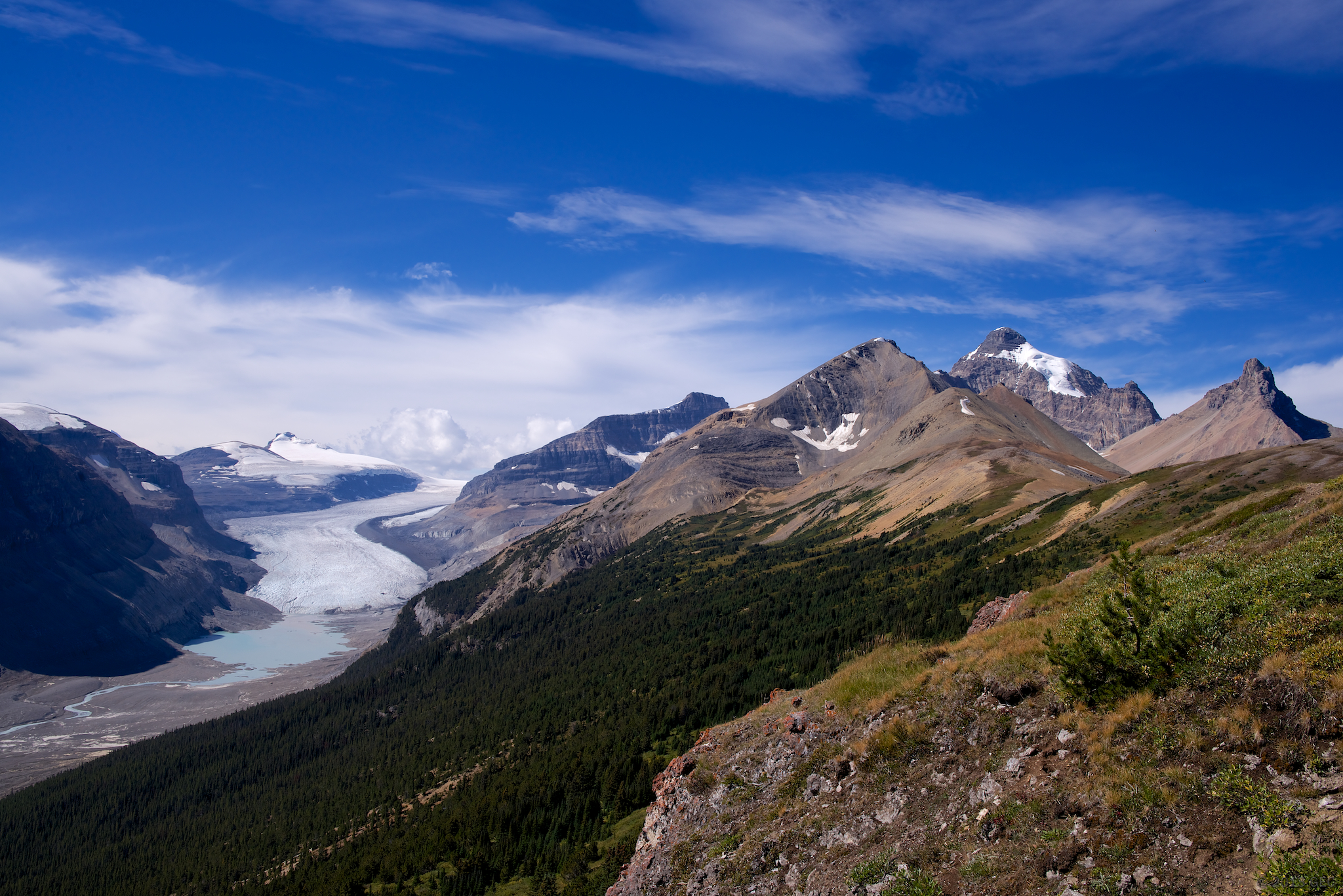
2013年9月4日に撮影されたサスカチュワン氷河。

サスカチュワン氷河は、コロンビア氷原から流れ出す主要な6つの氷河の1つとして数えられている。すなわち、アサバスカ氷河（Athabasca Glacier）、キャッスルガード氷河（Castleguard Glacier）、コロンビア氷河（Columbia Glacier）、ドーム氷河（Dome Glacier）、スタッドフィールド氷河（Stutfield Glacier）、そしてこのサスカチュワン氷河である。この6つの氷河は、「コロンビア氷原の足の指」と喩えられることもある。これら6つの氷河の中でもサスカチュワン氷河は規模が大きく、2006年現在、コロンビア氷原から流れ出す氷河としては最大の規模となっている。ところで、コロンビア氷原から流れ出す氷河は、近年その規模が縮小する傾向にあって、それはこのサスカチュワン氷河も例外ではない。1893年から1953年にかけての60年間で、サスカチュワン氷河は1364m後退（つまり融解）した。このうち、1948年から1953年にかけては、年間55mの速度で後退した。さらに、その後も例えば1990年から2000年にかけても、サスカチュワン氷河は後退し、さらに、その流れも細くなるなど、後退を続けている。なお、1960年から2006年にかけては、400m以上流れが細くなった場所もあり、さらに、約8kmもサスカチュワン氷河は後退した。このように、急速に縮小を続けている氷河であるため、あくまで参考値でしかないが、2006年現在のサスカチュワン氷河は、全長がだいたい13kmで、約30km2の面積を持っていた。なお、サスカチュワン氷河の先端部で融解した水は、ノースサスカチュワン川となって流れていっている。つまり、ノースサスカチュワン川の源流は、サスカチュワン氷河である。

## 交通
サスカチュワン氷河は、カナダのバンフ国立公園の中に存在している。この国立公園の中には、バンフという町も存在しているが、このバンフからは、北西に約120km離れている。そして、このサスカチュワン氷河までは、アイスフィールド高速道路

を利用すれば、近くまで来ることができる。